# Bartonella henselae
Bartonella henselae es una proteobacteria capaz de causar bacteriemia, endocarditis, angiomatosis bacilar, y peliosis hepatis. Asimismo, es el agente etiológico de la enfermedad por arañazo de gato (Bartonellosis), la cual, como el propio nombre sugiere, sobreviene después de un arañazo o mordida de gato. La enfermedad cursa con linfadenopatías (infiltración en los nódulos linfáticos) y fiebre.
La peliosis hepatis causada por B. henselae puede darse de manera aislada o desarrollarse con angiomatosis bacilar cutánea o bacteriemia. Los pacientes con peliosis hepatis presentan síntomas gastrointestinales, fiebre y engrosamiento del hígado (hepatomegalia) y el bazo (esplenomegalia). Esta enfermedad sistémica se observa en pacientes infectados por VIH y otros individuos inmunodeprimidos.
Bartonella henselae es una especie perteneciente al género Bartonella, una de las clases de bacteria más comunes en el mundo.

## Tratamiento
Las infecciones de Bartonella henselae son usualmente autolimitadas, pero pueden ser tratadas con azitromicina o doxiciclina.